# Frederick Pollock
Sir Frederick Pollock (Londra, 1845 – Londra, 1937) è stato un giurista, storico del diritto inglese.
Svolse i suoi studi a Eton e a Cambridge e insegnò storia del diritto a Londra ed a Oxford, nonché in India e negli Stati Uniti d'America. Consigliere della Corona, diresse la Law Quarterly Review e i Law Reports.
Curò una edizione annotata della celebre opera di Sumner Maine Ancient Law.
Si occupò di diritto positivo, di filosofia e di politica. Insieme con Frederick William Maitland curò una fondamentale opera di storia del diritto inglese: History of English Law Before the Time of Edward I (Storia del diritto inglese prima dell'epoca di Edoardo I d'Inghilterra), nel 1895.